# SUNDAY MUSIC POWER
SUNDAY MUSIC POWER（サンデーミュージックパワー）は、KBSワールドラジオの日本語放送の番組である。2006年11月1日より、interest.TVを通してDoCoMo、au向けの携帯配信を開始した。

## 放送内容
韓国のポップス(K-POP)情報番組。同局の日本語放送の番組で唯一の音楽専門番組である。
- K-POP トップ10

毎週のヒットチャートからトップ10を紹介し、その中のアーティストを特集する。
- 韓国音楽ベストセレクション

リスナーが選んだ韓国音楽(2、3曲)を放送する。
- K音楽研究所（2008年終了。2011年にタイトルなしで復活。月一回最終週）

シン・ヨン（ドクター・シン）が、韓国の音楽を様々なテーマでコメントする。主におすすめのアルバムの紹介、過去に活躍していた韓国のアーティスト特集など。

## 過去のコーナー
- KJ CONNECTION

FM NORTHWAVEの古家正亨と一緒に、アーティストの日本での活躍、日韓間のK-POP事情を伝えていた。なお、このコーナーのみFM NORTHWAVEでも放送されていた。